# À la recherche du voile noir
À la recherche du voile noir (titre original : The Black Veil) est un roman de l'Américain Rick Moody publié en 2002 aux éditions Little, Brown and Company et paru en français le 15 septembre 2004 aux éditions de L'Olivier.

## Résumé
À la recherche du voile noir constitue les mémoires partielles de l'écrivain new-yorkais Rick Moody alors âgé de 40 ans. Au travers de la vie imaginaire du révérend Hooper – qui prit le voile pour cacher son visage et métaphoriquement ses fautes de la vue de ses administrés – telle que décrite par Nathaniel Hawthorne en 1836, Rick Moddy raconte des éléments de sa propre vie (déprime, alcool, drogue, névroses, hôpital psychiatrique), sa quête de filiation, et l'histoire des membres de la famille Moody arrivée aux États-Unis en Nouvelle-Angleterre au XVIIe siècle. Il trace ainsi un portrait brutal de l'Amérique contemporaine.